# Saint-Malo-des-Trois-Fontaines
Saint-Malo-des-Trois-Fontaines (bret. Sant-Maloù-an-Teir-Feunteun) – miejscowość i gmina we Francji, w regionie Bretania, w departamencie Morbihan.
Według danych na rok 1990 gminę zamieszkiwały 462 osoby, a gęstość zaludnienia wynosiła 29 osób/km² (wśród 1269 gmin Bretanii Saint-Malo-des-Trois-Fontaines plasuje się na 849. miejscu pod względem liczby ludności, natomiast pod względem powierzchni na miejscu 626.).